# Niob(V)-iodid
Niob(V)-iodid ist eine anorganische chemische Verbindung des Niobs aus der Gruppe der Iodide.

## Gewinnung und Darstellung
Niob(V)-iodid kann durch Reaktion von Niob mit Iod gewonnen werden.
{\displaystyle \mathrm {2\ Nb+5\ I_{2}\longrightarrow 2\ NbI_{5}} }

## Eigenschaften
Niob(V)-iodid liegt in Form von dunklen messingglänzenden, extrem feuchtigkeitsempfindliche Nadeln oder Blättchen vor. Seine Kristallstruktur ist monoklin mit der Raumgruppe P21/c (Raumgruppen-Nr. 14), a = 1058 pm, b = 658 pm, c = 1388 pm, β = 109,14°. Die Kristallstruktur besteht aus Zickzackketten eckenverknüpfter NbI6-Oktaeder. Da bislang nur verzwillingte Kristalle dieser Phase erhalten werden konnten, ist die Strukturbestimmung unsicher.  Führt man die Reaktion aus den Elementen bei einem Iodüberschuss aus, entsteht eine trikline Modifikation mit der Raumgruppe P1 (Nr. 2), a = 759,1 pm, b = 1032,2 pm, c = 697,7 pm, α = 90,93°, β = 116,17°, γ = 109,07°, die aus isolierten Molekülen Nb2I10 besteht. Diese Struktur ist isotyp mit der von triklinem Niob(V)-bromid.